# Сигизмунд (император Священной Римской империи)
Сигизму́нд I Люксембу́рг (нем. Sigismund / Siegmund / Sigmund von Luxemburg, чеш. Zikmund Lucemburský, хорв. Žigmund Luksemburški, венг. Luxemburgi Zsigmond, лат. Sigismundus Luxemburgicus; 15 февраля 1368, Нюрнберг или Прага — 9 декабря 1437, Зноймо, Моравия) — курфюрст Бранденбурга с 1378 по 1388 и с 1411 по 1415 годы, король Венгрии с 1387 года (один из самых долго правивших венгерских королей), король Германии (римский король) с 20 сентября 1410 года; король Чехии с 16 августа 1419 по 7 июня 1421 года — коронация 28 июля 1420 года (1-й раз), с 16 августа 1436 года (2-й раз); король Ломбардии с 25 ноября 1431 года, император Священной Римской империи с 3 мая 1433 года — являлся последним императором из дома Люксембургов. Сигизмунд был одной из движущих сил Констанцского собора, прекратившего папский раскол, но другим последствием которого были гуситские войны, которые доминировали в его жизни в последующий период.

## Биография

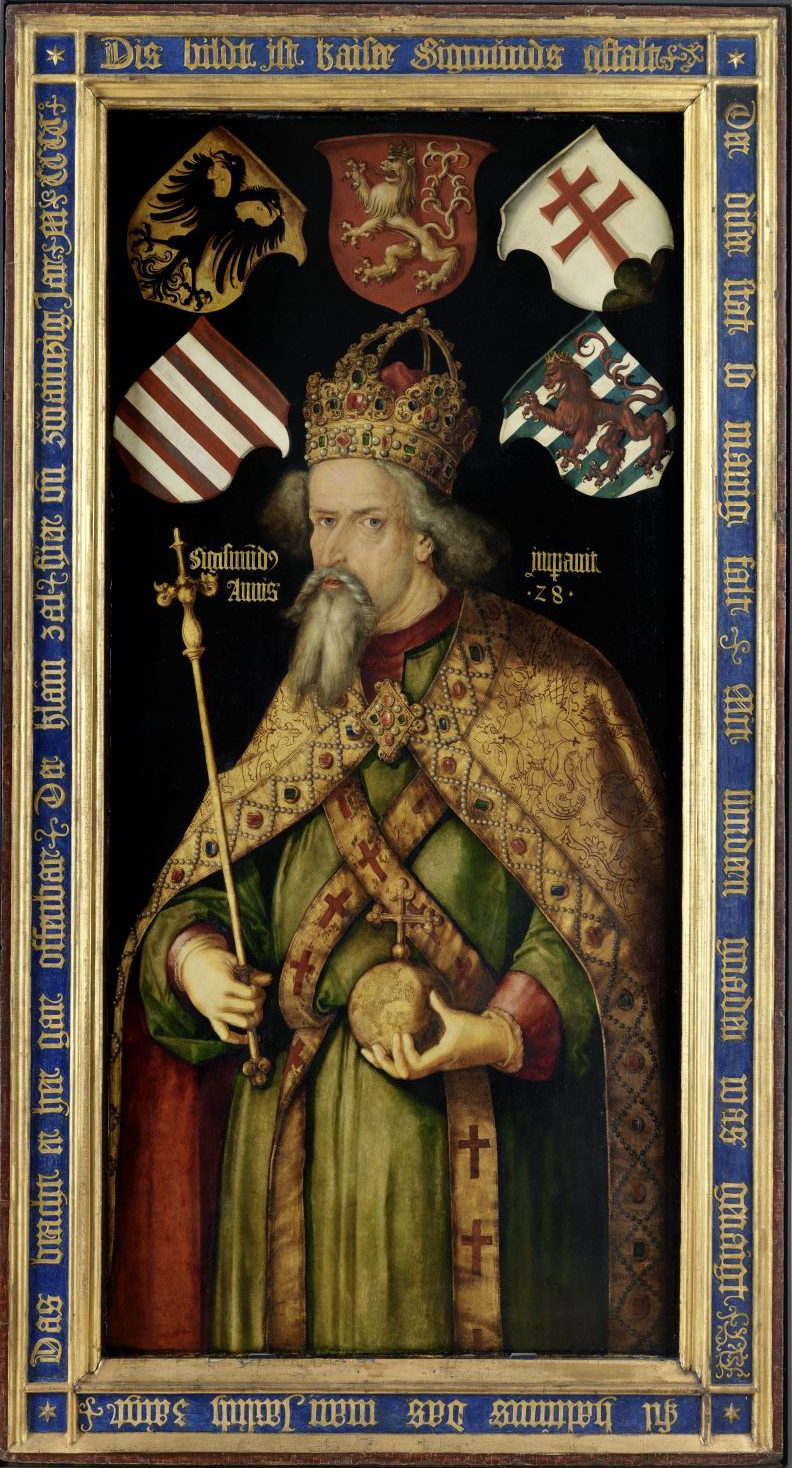
Император Сигизмунд. Альбрехт Дюрер

### Ранний возраст
Родился в Нюрнберге или Праге, сын императора Карла IV и его четвёртой жены Елизаветы Померанской, внучки по женской линии польского короля Казимира III.
В 1374 году был помолвлен с Марией Анжуйской, второй дочерью венгерского и польского короля Лайоша Великого. Мария стала наследницей обеих корон после смерти в 1377 или 1378 году своей старшей сестры Екатерины, помолвленной с французским принцем Людовиком Валуа.
Сигизмунд стал маркграфом Бранденбурга, когда в 1378 году умер его отец. Посланный к венгерскому двору, Сигизмунд прижился в Венгрии, но в 1381 году в возрасте 13 лет был послан своим старшим братом и защитником, королём Германии и Чехии Венцелем, в Краков, чтобы изучить польский язык, познать страну и людей и впоследствии стать польским королём. Венцель также отдал ему землю Ноймарк для обеспечения связи между Польшей и Бранденбургом.
Однако после смерти венгерского короля Лайоша польская знать на съезде постановила признать польской королевой только ту, которая постоянно будет жить в Польше. Поскольку Мария уже была королевой Венгрии, которую она оставлять не собиралась, то в Польшу приехала её сестра Ядвига, которая вышла замуж за литовского князя Владислава II Ягайло. Сигизмунд был вынужден покинуть Польшу.

### Король Венгрии

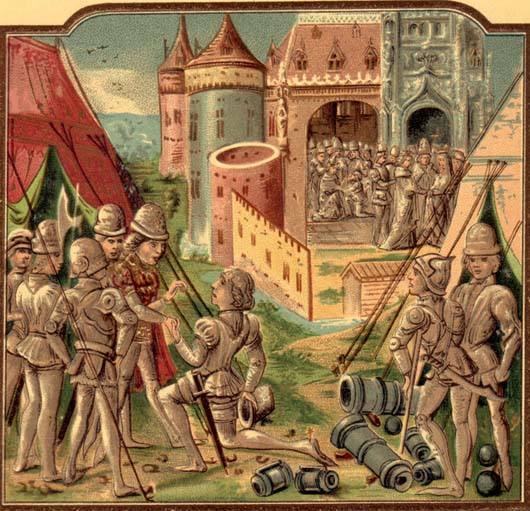
Военный лагерь Сигизмунда во время его свадьбы с Марией Анжуйской (1385). Миниатюра из «Хроник Фруассара».

11 ноября 1385 года, в городе Зволен, Сигизмунд женился на Марии. Однако вскоре Мария и её мать, Елизавета Боснийская, выступавшая как регент Венгрии, были захвачены восставшими хорватами, возглавляемыми епископом Павлом и его братьями Иванишем и младшим Ладиславом. В январе 1387 года королева-мать была задушена (существовало подозрение, что Сигизмунд был причастен к убийству, поскольку его тяготило сильное влияние королевы-матери). Сама Мария была освобождена только в июне 1387 года войсками Сигизмунда при посредничестве Венеции. Король Боснии Твртко I, который приходился дядей Марии и был гражданином Венеции, принял сторону неапольского короля Владислава. 
Мария примирилась с хорватами, но не смогла простить мужу смерти своей матери, хотя убийцы были Сигизмундом наказаны. Король и королева жили каждый своей жизнью, и каждый имел свой двор. Она умерла 17 мая 1395 года, разбившись во время верховой конной прогулки, когда была на последних сроках беременности.
При поддержке знати 31 марта 1387 года в городе Секешфехервар Сигизмунд короновался королём Венгрии.
В то же время, остро нуждаясь в деньгах, Сигизмунд за 565 тысяч гульденов заложил Бранденбург своему двоюродному брату Йосту Моравскому, маркграфу Моравии.
Девять последующих лет Сигизмунд провёл в беспрерывной борьбе за свой неустойчивый трон. Поддержки приходилось добиваться при помощи уступок значительных "кусков" королевской собственности. Восстановление авторитета центральной власти заняло десятилетия. Часть венгров, возглавляемая знатным родом Горай, поддерживала Сигизмунда; южные провинции между Савой и Дравой, земли хорватов, при поддержке боснийского короля Твртко I, провозгласили своим королём короля Неаполя Владислава, сына убитого Карла III.

### Король Хорватии

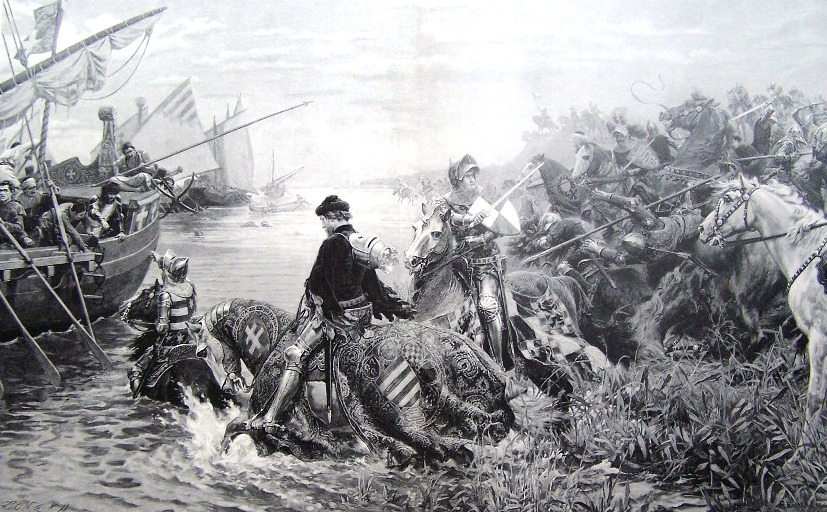
Отступление венгерского короля Сигизмунда после проигранной битвы.

Сигизмунд лично возглавлял армию против хорватов и боснийцев. Первый период войны закончился в 1395 году поражением хорватов, после чего Сигизмунд счёл себя достаточно сильным, чтобы начать крестовый поход против турок. Поход поддержал папа Бонифаций IX, под знамёна Сигизмунда собрались добровольцы со всей Европы, наиболее сильный контингент пришел из Франции. Имея сильную армию, крестоносцы захватили несколько болгарских городов и начали осаду крепости Никополь, контролирующей нижний Дунай. Султан Баязид I, который готовил осаду Константинополя, быстро среагировал и в Никопольском сражении полностью уничтожил армию крестоносцев. Сигизмунду, чьи войска стояли во второй линии, удалось бежать. Когда новость о битве достигла Хорватии, там без ожидания более подробных сведений объявили Сигизмунда мёртвым, а Владислава законным королём. После того, как стало ясно, что Сигизмунд жив, хорватский парламент и король обменялись примирительными посланиями и достигли договорённости о встрече для решения всех проблем.
Во время встречи, получившей впоследствии имя «Кровавый сабор в Крижевцах», 27 февраля 1397 года сторонники Сигизмунда убили бана Степана Ласковича и членов хорватского парламента, после чего вместе с королём бежали на венгерскую территорию. Это событие привело к ещё 12 годам войны.
5 августа 1403 года Владислав был коронован в Загребе, как король Хорватии и Венгрии венгерским архиепископом хорватского происхождения. Эта война, сильно подорвавшая власть хорватской знати и парламента, закончилась в 1409 году, когда Владислав продал Далмацию за 100 000 дукатов Венецианской республике и прекратил сражаться за венгерскую корону.
После победы Сигизмунд основал личный рыцарский орден Дракона для охранения Креста Господня и борьбы с язычниками, прежде всего с турками. Членами ордена стали в основном союзники Сигизмунда. Наиболее влиятельные монархи Европы также вступили в орден.

### Против Польши
29 сентября 1402 года Сигизмунд Люксембург, король Венгрии и курфюрст Бранденбурга, унаследовавший Ноймарк после смерти своего брата Иоганна Герлицкого в 1396 году, заложил Ноймарк Тевтонскому ордену. (Позже, в 1429 году, Орден приобрёл территорию у Сигизмунда Люксембургского уже как полную собственность.)
В 1410 году Сигизмунд вступил с Тевтонским орденом в союз против короля Владислава Ягайло. За 300 000 дукатов он должен был атаковать Польшу с юга после 24 июня. Однако недовольство его собственной знати остановило его от участия в сражении при Грюнвальде в июле того года. В 1412 году заключил Любовлянский договор, по которому Сигизмунд получал 37 000 пражских грошей (иначе 2 960 000 польских злотых), а под залог этой суммы передавал Польше староство Спижское (которое оставалось за Польшей вплоть до 1772 года) и драгоценности, вывезенные из Польши Елизаветой Боснийской (включая корону, скипетр, меч и державу Болеслава Храброго).

### Король Германии
После смерти в 1410 году короля Германии Рупрехта, Сигизмунд, игнорируя протесты старшего брата Вацлава, избрался новым королём Германии при поддержке трёх выборщиков 10 сентября 1410 года, но 1 октября его двоюродный брат Йост Моравский, владевший купленным у Сигизмунда титулом курфюрста Бранденбурга, был избран на другом съезде четырьмя выборщиками. Йост не успел короноваться — его смерть 18 января 1411 года разрешила конфликт и Сигизмунд был вновь избран 21 июля 1411 года, получив обратно и титул курфюрста Бранденбурга. Коронация Сигизмунда произошла 8 ноября 1414 года в Ахене.

### Констанцский собор
В 1414 году созвал Констанцский собор, предназначенный для ликвидации Великого раскола (1378—1415 годы) и выбора общего папы. Эту задачу он выполнил, однако вошёл в историю прежде всего вынесением смертного приговора Яну Гусу, что и привело к многолетним гуситским войнам. По преданию, на Констанцском соборе, в ответ на сделанное ему замечание, что, употребив слово schisma в женском роде, он нарушил латинскую грамматику, Сигизмунд ответил: «Ego sum rex Romānus et supra grammaticos» (Я — римский император и выше грамматиков).
Там же, на Констанцском соборе, 30 апреля 1415 года Сигизмунд, в награду за услуги, оказанные ему Фридрихом Гогенцоллерном, даровал последнему титулы маркграфа и курфюрста Бранденбурга с оговоркой, что может взять у него маркграфство, уплатив 400 000 гульденов.

### Гуситские войны и конец жизни
Вместе с папой римским Мартином V Сигизмунд возглавил борьбу европейской феодальной реакции против гуситов в Чехии (1420—1431 годы) в виде пяти крестовых походов. Гуситы сумели разбить все собиравшиеся против них крестоносные рати. На Чаславском сейме 1421 года король Чехии Сигизмунд был низложен. Тем не менее, борьба гуситов завершилась их поражением вследствие внутренних противоречий в стране.
В ноябре 1431 года Сигизмунд перешел Альпы и короновался в Милане ломбардской короной. У него никогда не бывало денег; он оставался только там, где его даром кормили. Ему доставляли средства, презрительно относясь к нему, граждане Милана, Пьяченцы, Пармы, Сиены. Целый год (1432—1433) он провел в Сиене, занятый любовной интригой, без всяких средств, как «дикий зверь в железной клетке». Лишь в 1433 году папа Евгений IV короновал его в Риме как императора.  Через Феррару и Мантую, повсюду занимая деньги, Сизизмунд двинулся в Базель, но Базельский собор, который был созван предыдущим папой Мартином V для реформирования церкви, урегулирования конфликта с гуситами и воссоединения Западной и Восточной церквей, и не думал признавать Сигизмунда защитником и опекуном церкви; он устранял как папу, так и императора. 
Наконец в 1436 году, когда в рядах гуситов наметился раскол, Сигизмунд вступил в Прагу. При этом он был вынужден обещать ряд уступок гуситам. 
Под конец жизни Сигизмунд видел лишь всеобщее неудовольствие. Он хотел передать Богемию (Чехию) своему зятю Альбрехту V, мужу его дочери Елизаветы (единственного ребенка Сигизмунда), но против этого восстала жена Сигизмунда Барбара Цилли, желавшая получить Богемию. Она составила заговор, и Сигизмунд, тяжело больной, отправился из Праги в Венгрию. Арестовав жену Барбару 5 декабря 1437 года, он объявил, что передает свои владения дочери и зятю. 
Умер Сигизмунд 9 декабря 1437 года в Зноймо (Чехия). Перед смертью он приказал посадить себя на трон в полном императорском одеянии. Его тело, согласно его желанию, оставалось выставленным в продолжение трех дней, «чтобы каждый мог видеть, что владыка и повелитель всего мира скончался».

## Браки и дети
- 1-я жена: (с 11 ноября 1385 года) Мария Анжуйская (1371 — 17 мая 1395), королева Венгрии, дочь короля Польши и Венгрии Лайоша I Великого и его второй жены Елизаветы Боснийской. Она умерла при преждевременных родах вместе с ребёнком. Дети:
  - сын (17 мая 1395)
- 2-я жена: (с 1408 года) Барбара Цилли из рода графов Цельских (1390 — 11 июля 1451), дочь Германа II, графа Целе, и графини Анны Шаунберг. Дети:
  - Елизавета Люксембургская (28 февраля 1409 — 19 декабря 1442), в 1421 году вышла замуж за Альбрехта II Австрийского.

Сигизмунд был дважды женат, но ему не повезло в обеспечении престолонаследия. Елизавета Богемская была единственным выжившим законным потомком Сигизмунда. Тем не менее, все современные наследственные монархи Европы являются его потомками через многочисленных детей двух дочерей Елизаветы: Анны Австрийской и Елизаветы Габсбург.

## Образ в искусстве

### В кино
- «Ян Рогач из Дубы» (1947) / Jan Rohác z Dube — Чехословакия, режиссёр Владимир Борский, в роли Сигизмунда Отакар Чермак, в советском прокате — «Война за веру: Последний повстанец».
- «Ян Гус» (1954) — Чехословакия, режиссёр Отакар Вавра, в роли Сигизмунда Ян Пивец, в советском прокате — «Война за веру: Магистр».
- «Ян Жижка» (1957) — Чехословакия, режиссёр Отакар Вавра, в роли Сигизмунда Ян Пивец, в советском прокате — «Война за веру: Полководец».
- «Против всех» (1958) — Чехословакия, режиссёр Отакар Вавра, в роли императора Сигизмунда Ян Пивец, в советском прокате — «Война за веру: Против всех».
- «Месть странствующей блудницы» (2012) — в австрийско-чешском телевизионном фильме роль Сигизмунда исполнил немецкий актёр Отто Гёц.
- «Средневековье» (2022) — в чешском фильме роль Сигизмунда исполнил британский актёр Мэттью Уильям Гуд.

### В видеоиграх
- В игре Kingdom Come: Deliverance, и Kingdom Come: Deliverance II.